# Andrea Amort

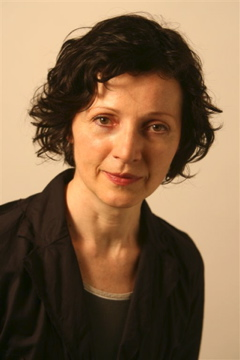
Andrea Amort (2016)

Andrea Amort (* 1958 in Linz) ist eine österreichische Tanzkritikerin, Tanzhistorikerin, Dramaturgin, Festival- und Ausstellungskuratorin sowie Sachbuchautorin.

## Leben
Andrea Amort studierte Modernen Tanz und klassisches Ballett bei Erika Gangl und Andrei Jerschik in Linz und Theaterwissenschaft an der Universität Wien, wo sie 1982 mit der Dissertation Die Geschichte des Balletts der Wiener Staatsoper 1918–1942 zum Doktor der Philosophie promoviert wurde.
Von 1981 bis 2009 war sie Tanzkritikerin und zeitweise auch Redakteurin und stellvertretende Kultur-Ressortleiterin der Wiener Tageszeitung Kurier. Anhaltend schreibt sie für internationale Medien und Fachzeitschriften.
Nach Beendigung ihrer Lehrtätigkeit an der Anton Bruckner Privatuniversität in Linz wechselte sie 2003 an die heutige Musik und Kunst – Privatuniversität der Stadt Wien, vormals Konservatorium Wien Privatuniversität. Sie hat Vorträge u. a. in London, Oxford und Paris gehalten sowie an der Universität Zürich doziert und an Filmdokumentationen mitgearbeitet. Sie war Dramaturgin u. a. an der Deutschen Oper am Rhein und am Tiroler Landestheater sowie in Kooperation mit freien Choreografen.
Von 2009 bis 2013 war sie als Kuratorin für Theater, Tanz und Performance im Auftrag der Stadt Wien tätig. 2016 gründete sie das interdisziplinäre Tanz-Archiv an der Musik und Kunst Privatuniversität der Stadt Wien (MUK) und erschloss im Team und im Rahmen ihrer Professur u. a. den Nachlass der bedeutenden Tänzerin, Choreografin und Pädagogin Rosalia Chladek. 2023 überstellte sie das Rosalia-Chladek-Archiv an das Theatermuseum Wien, wo sie weiter forschend tätig ist. Sie war am Theatermuseum Wien Kuratorin u. a. der Ausstellungen „Wiener Tanz im Exil“, „Nurejew und Wien“, zuletzt „Alles tanzt. Kosmos Wiener Tanzmoderne“ und „Die Spitze tanzt. 150 Jahre Ballett an der Wiener Staatsoper“ sowie des ergänzenden performativen Programms 2019 bis 2020.

## Künstlerische Leitung von Aufführungsprojekten und Festivals
- Wiener Tanz im Exil: Vortrags- und Aufführungsserie in Kooperation u. a. mit dem Kunstverein Alte Schmiede und dem Jüdischen Museum in Wien seit 1998 mit dem Fokus auf Biografien und Werk der Tänzerinnen und Choreografinnen Hanna Berger, Gertrud Bodenwieser, Magda Brunner-Hoyos, Hilde Holger, Gertrud Kraus, Stella Mann, Hedi Pope, Cilli Wang, Wera Goldman und Shona Dunlop-MacTavish.
- Tanz im Exil: Ausstellung im Österreichischen Theatermuseum, Lecture-Reihe sowie Tanzprogramm in Kooperation mit dem Festival tanz2000.at & ImPulsTanz im Wiener Akademietheater mit Werken von Hanna Berger, Gertrud Bodenwieser, Andrei Jerschik und Pola Nirenska.
- Hanna Berger: Retouchings. Szenisches Projekt mit Werken von Nikolaus Adler, Manfred Aichinger, Bernd Roger Bienert, Rose Breuss und Willi Dorner (Festspielhaus St. Pölten, 2006) sowie im Greenberg Theatre, Washington DC (2006),  Staatstheater Braunschweig (2008), Theater Odeon, Wien 2008, Posthof Linz (2009), Festival ImPulsTanz (2010).
- Festival Beyond the Waltz, gemeinsam kuratiert mit George Jackson, in Kooperation mit dem Austrian Cultural Forum in Washington (2006).
- Festival Berührungen. Tanz vor 1938 – Tanz von heute. 33 Veranstaltungen, Theater Odeon und andere Orte, Wien (2008).
- Rosalia Chladek Reenacted. Vorstellungsserien im März und Oktober 2019 im Eroica-Saal des Theatermuseum Wien.
- Bits and Pieces. Vorstellungsserien von April 2019 bis Februar 2020 in den Ausstellungsräumen der Schau „Alles tanzt. Kosmos Wiener Tanzmoderne“ im Theatermuseum Wien.
- Glückselig. War gestern, oder? Eine Aneignung. Tanzproduktion mit Grete Wiesenthals Tanzweise als Ausgangspunkt individueller Neudefinition mit den Tänzerinnen Lea Karnutsch, Rebekka Pichler, Eva-Maria Schaller und Katharina Senk. Theater brut nordwest, Wien, 30.3. bis 1.4.2023.

## Publikationen
Bücher
- Andrea Amort mit Mimi Wunderer-Gosch (Hrsg.): Österreich tanzt. Geschichte und Gegenwart. Böhlau, Wien 2001, ISBN 3-205-99226-1.
- Nurejew und Wien. Ein leidenschaftliches Verhältnis. Hrsg.: Andrea Amort. Brandstätter, Wien 2003, ISBN 3-85498-227-5.
- Hanna Berger. Spuren einer Tänzerin im Widerstand. Hrsg.: Deutsches Tanzarchiv Köln. Brandstätter, Wien 2010, ISBN 978-3-85033-188-3.
- Alles tanzt. Kosmos Wiener Tanzmoderne. Hrsg.: Andrea Amort. KHM Museumsverband, Wien und Hatje Cantz, Berlin 2019, ISBN 978-3-7757-4567-3.
- Andrea Amort, Tanja Brandmayr, Gerlinde Roidinger (Hrsg.): Erika Gangl und der Neue Tanz. Verlag Hollitzer, Wien 2024, ISBN 978-3-99094-158-4.

Beiträge (Auswahl)
- Wiener Tanz im Exil. Plädoyer für die Einrichtung eines Tanzarchivs. In: Das Jüdische Echo. Europäisches Forum für Kultur und Politik. Nr. 55, Oktober 2006, S. 182–187.
- Ich könnte mir eine moderne Tänzerin denken, die auf Krücken tanzt. Anmerkungen zum Paradigmenwechsel im künstlerischen Tanz am Beispiel des Tanzprogramms im Wiener Theater und Kabarett Fledermaus von 1907 bis 1913. In: Michael Buhrs (Hrsg.): Fledermaus-Kabarett: 1907 bis 1913. Ein Gesamtkunstwerk der Wiener Werkstätte. Literatur, Musik, Tanz. Brandstätter, Wien 2007, S. 137–153.
- Aus der Gegenwart kann man sich nicht davonstehlen. Aspekte einer Standortbestimmung des freien künstlerischen Tanzes in Wien. In: gift. Zeitschrift für freies Theater. Juli, August, September, 2007, S. 38–42.
- Die tanzende Straße. Zum »Festzug der Gewerbe« von Rudolf Laban 1929 in Wien. In: Christian Dewald (Hrsg.): Arbeiterkino. Linke Filmkultur der Ersten Republik. Wien 2007, S. 53–65.
- Stampfen, Wirbeln, wildes Trommeln. Zur Rezeption der Ballets Russes in Wien – Stationen von 1909–1933. In: Claudia Jeschke, Nicole Haitzinger (Hrsg.): Schwäne und Feuervögel. Die Ballets Russes 1909–1929. Bildwelten in Bewegung. Henschel, 2009, S. 140–151.
- Annäherung an die (Bühnen-)Glückseligkeit der Grete Wiesenthal anlässlich der Neueinstudierung originaler Tänze in Wien 2007/08. In: Gabriele Brandstetter, Gunhild Oberzaucher-Schüller (Hrsg.): Mundart der Wiener Moderne: Der Tanz der Grete Wiesenthal. Kieser, 2009, S. 263–273.
- Free Dance in Interwar Vienna. In: Deborah Holmes, Lisa Silverman (Hrsg.): Interwar Vienna. Culture between Tradition and Modernity. Camden House, New York 2009, ISBN 978-1-57113-420-2, S. 117–142.
- An der Wende. Zur Situation des künstlerischen Tanzes in Wien um 1930. In: Wolfgang Kos (Hrsg.): Kampf um die Stadt. Politik, Kunst und Alltag um 1930. Wien 2010, S. 259–263.
- Selbstverantwortliche Tänzer, kreativ nutzbare Archive. In: kontra. Das Magazin des Konservatorium Wien Privatuniversität. Nr. 21, Oktober 2010, S. 17 (konservatorium-wien.ac.at [PDF; 2,0 MB]).
- Ausdruck und Verführung. Tilly Losch und Hedy Pfundmayr. Zwei Ballettstars aus Wien im Sog der Moderne. In: Monika Faber, Magdalena Vukovic (Hrsg.): Tanz der Hände. Tilly Losch und Hedy Pfundmayr in Fotografien (1920 bis 1935). New Academic Press, Wien 2013, ISBN 978-3-7003-1896-5, S. 27–42.
- Auch Richard Strauss wollte den Tanz erneuern. Wie Choreograf Heinrich Kröller die Josephs Legende ab 1921 in Mitteleuropa durchsetzte. In: Christiane Mühlegger-Henhapel, Alexandra Steiner-Strauss (Hrsg.): Worte klingen, Töne sprechen. Richard Strauss und die Oper. Symposium anlässlich der Richard Strauss-Ausstellung im Theatermuseum Wien, 22.–23. Jänner 2015. Holzhausen, Wien 2015, ISBN 978-3-902976-55-0, S. 125–137.
- Das Tanz-Theater der Anita Berber. Der Körper als Fratze. In: gift. zeitschrift für freies theater. Wien 01/2015, ISSN 1992-2973, S. 16–19.
- Durchpulst von Schwingungen. Künstlerischer Tanz in 1020. /Pulsing Vibrations. Creative Dance in Leopoldstadt. In: Brigitte Dalinger, Werner Hanak-Lettner, Lisa Noggler (Hrsg.): Wege ins Vergnügen. Unterhaltung zwischen Prater und Stadt./ Roads to Leisure. Entertainment between the Prater and the City. Jüdisches Museum der Stadt Wien, Metroverlag, Wien 2016, ISBN 978-3-99300-262-6, S. 46–51.
- Künstlerischer Tanz und Exil: Forschung und Sichtbarmachung in Österreich – Versuch einer Chronologie In: Evelyn Adunka, Primavera Driessen Gruber, Simon Usaty (Hrsg.): Exilforschung: Österreich. Leistungen, Defizite & Perspektiven. Mandelbaum Verlag, Wien 2018, ISBN 978-3-85476-449-6, S. 341–358.
- D' Oras Vorliebe für kapriziöse Tanz-Posen. Fünf Mikrostudien. In: Monika Faber, Esther Ruelfs, Magdalena Vukovic (Hrsg.): Machen Sie mich schön, Madame d’Ora. Dora Kallmus. Fotografin in Wien und Paris 1907–1957. Brandstätter Verlag, Wien 2017, ISBN 978-3-7106-0221-4, S. 116–127.
- Die Spitze tanzt. 150 Jahre Ballett an der Wiener Staatsoper. Acht Positionen. Zur Ausstellung im Theatermuseum. In: Die Spitze tanzt. 150 Jahre Ballett an der Wiener Staatsoper. Hrsg. Wiener Staatsoper GmbH (Redaktion Oliver Graber) mit einleitenden Schreiben von Dominique Meyer und Manuel Legris. Begleitbroschüre, 2019, S. 4–15.
- Rosalia Chladeks prägender Einfluss in der künstlerisch-pädagogischen (Aus-)Bildung der Wiener Tanzmoderne. Unter besonderer Berücksichtigung der politischen und künstlerischen Wende in den 1930er Jahren sowie ihrer Leitungstätigkeit am Konservatorium von 1942 bis 1952. In: Susana Zapke, Oliver Rathkolb, Kathrin Raminger, Julia Theresa Friehs, Michael Wladika (Hrsg.) Die Musikschule der Stadt Wien im Nationalsozialismus. Eine „ideologische Lehr- und Lerngemeinschaft“. Hollitzer, Wien 2020, ISBN 978-3-99012-840-4, S. 117–147.
- Max Reinhardts Leidenschaft für Bewegung wird zur Plattform der Tanz-Moderne. Choreografinnen und Tänzerinnen prägten die Salzburger Festspiele. In: JederMann – Keine Frau?. Die Salzburger Festspiele in Diskussion. Hg. v. Pia Janke. Diskurse.Kontexte.Impulse. Publikationen des Elfriede Jelinek-Forschungszentrums. Band 27, Praesens Verlag, 2024, ISBN 978-3-7069-1245-7, S. 110–120.